# La battaglia di Legnano
La battaglia di Legnano è un'opera in quattro atti di Giuseppe Verdi su libretto di Salvadore Cammarano.

## Storia
La prima assoluta fu il 27 gennaio 1849, al Teatro Argentina di Roma. Ottenne allora un grande successo, grazie alle forti tinte patriottiche nella trama. Gli interpreti e gli artisti coinvolti nella prima furono i seguenti:

| Personaggio                           | Interprete                         |
| ------------------------------------- | ---------------------------------- |
| Federico Barbarossa                   | Pietro Sottovia                    |
| I Console di Milano                   | Alessandro Lanzoni                 |
| II Console di Milano                  | Achille Testi                      |
| Podestà di Como                       | Filippo Giannini                   |
| Rolando                               | Filippo Colini                     |
| Lida                                  | Teresa De Giuli-Borsi              |
| Arrigo                                | Gaetano Fraschini                  |
| Marcovaldo                            | Lodovico Butia                     |
| Imelda                                | Vincenza Marchesi                  |
| Scudiero di Arrigo                    | Mariano Conti                      |
| Araldo                                | Gaetano Ferri                      |
| Scene                                 | Pietro Venier Lorenzo Scarbellotto |
| Figurini                              | Nicola Sartori                     |
| Maestro del coro                      | Luigi Dolfi                        |
| Maestro al cembalo                    | Giuseppe Verdi (per tre recite)    |
| Primo violino e direttore d'orchestra | Emilio Angelini                    |

Il 12 giugno 1850 avviene la prima nel Teatro Carlo Felice di Genova.
Il 26 gennaio 1860 avviene la prima nel Teatro Regio di Parma diretta da Giulio Ferrarini con Carlotta Marchisio e Barbara Marchisio.
Il 13 gennaio 1861 avviene la prima nel Teatro San Carlo di Napoli con Carlo Negrini.
Al Teatro alla Scala di Milano la prima è stata nel 1916 diretta da Gino Marinuzzi (1882-1945) con Rosa Raisa, Giulio Crimi e Giuseppe Danise.
Nel 1959 avviene la prima nel Teatro della Pergola di Firenze diretta da Vittorio Gui con Leyla Gencer e Giuseppe Taddei.
Al Teatro La Fenice di Venezia la prima è stata nel 1959 diretta da Franco Capuana con Ugo Savarese, Leyla Gencer e Pier Miranda Ferraro.
Al Teatro Verdi (Trieste) va in scena nel 1963 diretta da Francesco Molinari Pradelli con Ugo Savarese, Leyla Gencer e João Gibin.
Al Teatro dell'Opera di Roma va in scena nel 1983 con Mara Zampieri e Nunzio Todisco.
Per il Royal Opera House la prima, in concerto, è stata nel 2000 al Royal Festival Hall di Londra con Plácido Domingo e Orlin Anastasov.
A Bilbao va in scena nel 2008 diretta da Renato Palumbo con Ambrogio Maestri.

## Trama
Le vicende sono ambientate a Milano e a Como, nel 1176. Durante la lotta tra i Comuni lombardi, riuniti nella Lega lombarda, e Federico Barbarossa, Milano è minacciata dalle truppe dell'imperatore tedesco. Tra i combattenti a difesa della città si trova Arrigo, ritenuto morto in battaglia, che incontra prima Rolando e poi Lida, in precedenza sua promessa sposa, ma che per volontà di suo padre ha sposato Rolando. Arrigo, piegandosi al destino, entra nella Compagnia della Morte, lo squadrone di cavalieri chiamati a difesa del Carroccio, con grande angoscia di Lida, che gli invia una lettera per tentare di fargli cambiare idea. Nel frattempo Rolando, che si prepara a partire per combattere, è avvicinato da Marcovaldo, un soldato tedesco prigioniero, che gli consegna la lettera di Lida per Arrigo. La collera di Rolando sfocia in vendetta. Scoprendo Lida e Arrigo mentre conversano, l'uomo imprigiona Arrigo in una torre, così non potrà partecipare all'appello della Compagnia della Morte e sarà disonorato. Arrigo, sgomento, si butta da una finestra nelle acque del fiume. Mentre Lida e le donne milanesi si rivolgono a Dio per i soldati, il Barbarossa è sconfitto nella Battaglia di Legnano. Tra i lombardi tornati vittoriosi, c'è anche Arrigo, in fin di vita. Dopo aver discolpato Lida, muore tenendo in pugno vicino al cuore il vessillo del Carroccio.

## Numeri musicali
- Sinfonia

### Atto I
- 1 Introduzione
  - Coro Viva Italia! un sacro patto (Coro) Scena I
  - Scena O magnanima e prima (Arrigo) Scena I
  - Cavatina La pia materna mano (Arrigo) Scena I
  - Scena Ecco Rolando!... (Arrigo, Rolando) Scena II
  - Romanza Ah! m'abbraccia... d'esultanza (Rolando) Scena II
  - Scena Giulive trombe! (Coro, Rolando, primo e secondo console) Scena III
  - Giuramento Tutti giuriam difenderla (Arrigo, Rolando, Coro) Scena III
- 2 Coro, Scena e Cavatina di Lida
  - Coro Plaude all'arrivo Milan dei forti (Donne) Scena IV
  - Scena Voi lo diceste, amiche (Lida) Scena IV
  - Cavatina Quante volte come un dono (Lida) Scena IV
  - Tempo di mezzo Che, signor! Tu qui? Tu stesso? (Lida, Marcovaldo, Imelda) Scena V-VI
  - Cabaletta A frenarti, o cor, nel petto (Lida, Marcovaldo, Imelda, Donne) Scena VI
- 3 Scena e Duetto di Arrigo e Lida
  - Scena Sposa... (Oh momento!) (Rolando, Lida, Arrigo, Marcovaldo) Scena VII-VIII
  - Duetto È ver? Sei d'altri?... Ed essere (Arrigo, Lida) Scena VIII

### Atto II
- 4 Coro, Scena e Duetto
  - Coro Udiste? La grande, la forte Milano (Coro) Scena I
  - Scena Invia la baldanzosa (Podestà, Rolando, Coro) Scena II-III
  - Duetto Ben vi scorgo nel sembiante (Rolando, Arrigo) Scena III
  - Finale II Favellaste acerbi detti! (Podestà, Rolando, Arrigo, Federico) Scena III-IV
  - Quartetto nel Finale II A che smarriti e pallidi (Federico, Podestà, Rolando, Arrigo) Scena IV
  - Scena nel Finale II Le mie possenti armate (Federico, Rolando, Arrigo, Coro) Scena IV
  - Stretta del Finale II Il destino d'Italia son io! (Federico, Rolando, Arrigo, Podestà, Coro) Scena IV

### Atto III
- 5 Coro, Recitativo e Giuramento
  - Coro d'Introduzione Fra queste dense tenebre (Cavalieri) Scena I
  - Recitativo Campioni della Morte, un altro labbro (Arrigo, Cavalieri) Scena II
  - Giuramento Giuriam d'Italia por fine ai danni (Arrigo, Cavalieri) Scena II
- 6 Scena e Duetto di Rolando e Lida
  - Scena Lida, Lida?... Ove corri? (Imelda, Lida, Rolando) Scena III-IV
  - Duetto Digli ch'è sangue italico (Rolando, Lida) Scena IV
- 7 Scena e Aria di Rolando
  - Scena Tu m'appellavi... (Arrigo, Rolando) Scena V
  - Aria Se al nuovo dì pugnando (Rolando, Arrigo) Scena V
  - Tempo di mezzo A me lo giura. (Rolando, Marcovaldo) Scena V-VI
  - Cabaletta Ahi! scellerate alme d'inferno (Rolando) Scena VI
- 8 Scena, Terzetto e Finale III
  - Scena Regna la notte ancor (Arrigo, Lida, Rolando) Scena VII-VIII-IX-X
  - Terzetto Vendetta d'un momento (Rolando, Arrigo, Lida) Scena X
  - Tempo di mezzo Le trombe i prodi appellano... (Rolando, Arrigo, Lida) Scena X
  - Stretta del Finale III Ah! Rolando!... Il ciel ne attesto (Arrigo, Lida) Scena X

### Atto IV
- 9 Preghiera
  - Coro Deus meus, pone illos ut rotam (Coro interno) Scena I
  - Preghiera O tu che dèsti il fulmine (Popolo, Lida) Scena I
- 10 Finale ultimo
  - Scena Vittoria! vittoria! (Coro, Imelda, Lida, Secondo console) Scena II
  - Inno di vittoria Dall'Alpi a Cariddi  (Coro, Imelda, Lida) Scena II
  - Scena Qual mesto suon! (Lida, Imelda, Popolo, Arrigo) Scena II
  - Terzettino Per la salvata Italia... (Arrigo, Lida, Rolando, Coro) Scena III-IV

## Incisioni discografiche
| Anno | Cast (Arrigo, Lida, Rolando, Barbarossa)                              | Direttore                   |
| ---- | --------------------------------------------------------------------- | --------------------------- |
| 1951 | Amedeo Berdini, Caterina Mancini, Rolando Panerai, Mario Frosini      | Fernando Previtali          |
| 1959 | Gastone Limarilli, Leyla Gencer, Giuseppe Taddei, Paolo Washington    | Vittorio Gui                |
| 1961 | Franco Corelli, Antonietta Stella, Ettore Bastianini, Marco Stefanoni | Gianandrea Gavazzeni        |
| 1963 | João Gibin, Leyla Gencer, Ugo Savarese, Marco Stefanoni               | Francesco Molinari Pradelli |
| 1977 | José Carreras, Katia Ricciarelli, Matteo Manuguerra, Nikola Gjuzelev  | Lamberto Gardelli           |